# Andréi Grechko
Andréi Antónovich Grechko (En ruso: Андрей Антонович Гречко; 17 de octubre de 1903 - 26 de abril de 1976) fue un comandante militar soviético, ministro de Defensa y Mariscal de la Unión Soviética.

## Biografía
Grechko nació en un pequeño pueblo cercano a Rostov del Don, en el seno de una familia de campesinos ucranianos. Ingresó en el Ejército Rojo en 1919, donde formó parte de la legendaria caballería de Semión Budyonny. Tras la guerra civil rusa, Grechko ingresó en el Instituto del 6.º de Caballería, en la ciudad de Taganrog, donde se graduó en 1926. Se afilió al Partido Comunista de la Unión Soviética en 1928, graduándose en la Academia Militar Frunze en 1936. El siguiente año estudió en la Academia del Estado Mayor, graduándose en 1941, apenas unas semanas antes del comienzo de la Operación Barbarroja.
El primer puesto de mando de Grechko durante la Gran Guerra Patria fue la 34.ª División de Caballería, que combatía en los alrededores de Kremenchuk (cerca de Kiev). El 15 de enero de 1942, Grechko fue destinado a comandar el conjunto del 5.º Cuerpo de Caballería. Entre el 15 de abril de 1942 y el 16 de octubre de 1943, comandó los Ejércitos 12.º, 47.º, 18.º y 56.º. Todas estas unidades formaban parte del Frente del Norte del Cáucaso, y todas fueron comandadas por Grechko con distinción.
En octubre de 1943, fue promovido a vicecomandante en jefe del 1.er Frente Ucraniano. El 14 de diciembre, pasó a comandar el 1.er Ejército de Guardias, un puesto que mantuvo hasta el final de la guerra. El 1.er Ejército de Guardias era parte del 4.º Frente Ucraniano, liderado por el Coronel General Iván Petrov. Grechko dirigió al 1.º de Guardias en varias operaciones ofensivas, predominantemente en Hungría y Austria.
Tras la guerra, Grechko fue Comandante en Jefe del Distrito Militar de Kiev hasta 1953. Entre ese año y 1957, fue Comandante en Jefe del Grupo de Fuerzas Soviéticas en Alemania. El 11 de marzo de 1955, junto a otros cinco generales soviéticos de reconocido prestigio durante la Segunda Guerra Mundial, fue ascendido al grado de Mariscal de la Unión Soviética. Entre 1957-1960, fue Comandante en Jefe de las Fuerzas de Tierra del ejército soviético y entre 1960-1967 de las fuerzas del Pacto de Varsovia. El 12 de abril de 1967, fue nombrado ministro de Defensa, sucediendo a Rodión Malinovski, puesto en el que se mantuvo hasta su muerte en 1976. Grechko era un activo militante del Partido Comunista, llegando a ser miembro del Politburó. Como ministro de Defensa contribuyó a modernizar el ejército soviético, siendo responsable del fortalecimiento de la URSS como superpotencia. Fue enterrado en la Necrópolis de la Muralla del Kremlin.

## Obras
- La batalla del Cáucaso. La Habana: Editorial de Ciencias Sociales. 1969.
- Las fuerzas armadas del estado soviético.  Moscú: Editorial Progreso. 1977.